# 欧洲内战
欧洲内战是一个概念，旨在将欧洲一系列19世纪和20世纪的冲突描述为假定的欧洲社会中的总体内战的一部分。与这场欧洲内战相关的时间范围因历史学家而异。一些描述的范围是1914年至1945年，因此包括第一次世界大战，第二次世界大战以及两次世界大战之间的许多战争。也有人认为这一时期始于1870年的普法战争或1905年。